# Porphyrinia
Porphyrinia là một chi bướm đêm thuộc họ Erebidae.